# Danh sách tiểu hành tinh: 11301–11400
| Tên                   | Tên đầu tiên | Ngày phát hiện       | Nơi phát hiện                      | Người phát hiện                                  |
| --------------------- | ------------ | -------------------- | ---------------------------------- | ------------------------------------------------ |
| 11301 -               | 1992 XM      | 14 tháng 12 năm 1992 | Kiyosato                           | S. Otomo                                         |
| 11302 Rubicon         | 1993 BM5     | 27 tháng 1 năm 1993  | Caussols                           | E. W. Elst                                       |
| 11303 -               | 1993 CA1     | 14 tháng 2 năm 1993  | Okutama                            | T. Hioki, S. Hayakawa                            |
| 11304 -               | 1993 DJ      | 19 tháng 2 năm 1993  | Geisei                             | T. Seki                                          |
| 11305 Ahlqvist        | 1993 FS6     | 17 tháng 3 năm 1993  | La Silla                           | UESAC                                            |
| 11306 Åkesson         | 1993 FF18    | 17 tháng 3 năm 1993  | La Silla                           | UESAC                                            |
| 11307 Erikolsson      | 1993 FA40    | 19 tháng 3 năm 1993  | La Silla                           | UESAC                                            |
| 11308 Tofta           | 1993 FF76    | 21 tháng 3 năm 1993  | La Silla                           | UESAC                                            |
| 11309 Malus           | 1993 PC7     | 15 tháng 8 năm 1993  | Caussols                           | E. W. Elst                                       |
| 11310 -               | 1993 SB15    | 19 tháng 9 năm 1993  | Palomar                            | H. E. Holt                                       |
| 11311 Peleus          | 1993 XN2     | 10 tháng 12 năm 1993 | Palomar                            | C. S. Shoemaker, E. M. Shoemaker                 |
| 11312 -               | 1994 AR2     | 14 tháng 1 năm 1994  | Oizumi                             | T. Kobayashi                                     |
| 11313 Kügelgen        | 1994 GE10    | 3 tháng 4 năm 1994   | Đài quan sát Tautenburg            | F. Börngen                                       |
| 11314 Charcot         | 1994 NR1     | 8 tháng 7 năm 1994   | Caussols                           | E. W. Elst                                       |
| 11315 Salpêtrière     | 1994 NS1     | 8 tháng 7 năm 1994   | Caussols                           | E. W. Elst                                       |
| 11316 Fuchitatsuo     | 1994 TR3     | 5 tháng 10 năm 1994  | Kitami                             | K. Endate, K. Watanabe                           |
| 11317 Hitoshi         | 1994 TX12    | 10 tháng 10 năm 1994 | Kitt Peak                          | Spacewatch                                       |
| 11318 -               | 1994 XZ4     | 4 tháng 12 năm 1994  | Oizumi                             | T. Kobayashi                                     |
| 11319 -               | 1995 AZ      | 6 tháng 1 năm 1995   | Oizumi                             | T. Kobayashi                                     |
| 11320 -               | 1995 BY      | 25 tháng 1 năm 1995  | Oizumi                             | T. Kobayashi                                     |
| 11321 Tosimatumoto    | 1995 DE1     | 21 tháng 2 năm 1995  | Geisei                             | T. Seki                                          |
| 11322 Aquamarine      | 1995 QT      | 23 tháng 8 năm 1995  | Yatsuka                            | H. Abe                                           |
| 11323 Nasu            | 1995 QC2     | 21 tháng 8 năm 1995  | Kitami                             | K. Endate, K. Watanabe                           |
| 11324 Hayamizu        | 1995 QQ3     | 30 tháng 8 năm 1995  | Kitami                             | K. Endate, K. Watanabe                           |
| 11325 Slavický        | 1995 SG      | 17 tháng 9 năm 1995  | Ondřejov                           | L. Šarounová                                     |
| 11326 Ladislavschmied | 1995 SL      | 17 tháng 9 năm 1995  | Ondřejov                           | L. Šarounová                                     |
| 11327 -               | 1995 SL2     | 17 tháng 9 năm 1995  | Nachi-Katsuura                     | Y. Shimizu, T. Urata                             |
| 11328 Mariotozzi      | 1995 UL      | 19 tháng 10 năm 1995 | Colleverde                         | V. S. Casulli                                    |
| 11329 -               | 1995 WJ2     | 18 tháng 11 năm 1995 | Oizumi                             | T. Kobayashi                                     |
| 11330 -               | 1995 WZ6     | 18 tháng 11 năm 1995 | Nachi-Katsuura                     | Y. Shimizu, T. Urata                             |
| 11331 -               | 1996 FO2     | 17 tháng 3 năm 1996  | Haleakala                          | NEAT                                             |
| 11332 Jameswatt       | 1996 GO20    | 15 tháng 4 năm 1996  | La Silla                           | E. W. Elst                                       |
| 11333 Forman          | 1996 HU      | 20 tháng 4 năm 1996  | Ondřejov                           | P. Pravec, L. Šarounová                          |
| 11334 Rio de Janeiro  | 1996 HM18    | 18 tháng 4 năm 1996  | La Silla                           | E. W. Elst                                       |
| 11335 Santiago        | 1996 HW23    | 20 tháng 4 năm 1996  | La Silla                           | E. W. Elst                                       |
| 11336 Piranesi        | 1996 NS3     | 14 tháng 7 năm 1996  | La Silla                           | E. W. Elst                                       |
| 11337 Sandro          | 1996 PG1     | 10 tháng 8 năm 1996  | Montelupo                          | M. Tombelli, G. Forti                            |
| 11338 Schiele         | 1996 TL9     | 13 tháng 10 năm 1996 | Kleť                               | J. Tichá, M. Tichý                               |
| 11339 Orlík           | 1996 VM5     | 13 tháng 11 năm 1996 | Kleť                               | M. Tichý, Z. Moravec                             |
| 11340 -               | 1996 VN5     | 14 tháng 11 năm 1996 | Oohira                             | T. Urata                                         |
| 11341 Babbage         | 1996 XE2     | 3 tháng 12 năm 1996  | Prescott                           | P. G. Comba                                      |
| 11342 -               | 1996 XJ19    | 8 tháng 12 năm 1996  | Oizumi                             | T. Kobayashi                                     |
| 11343 -               | 1996 XP19    | 8 tháng 12 năm 1996  | Oizumi                             | T. Kobayashi                                     |
| 11344 -               | 1996 XH31    | 14 tháng 12 năm 1996 | Oizumi                             | T. Kobayashi                                     |
| 11345 -               | 1996 YM      | 20 tháng 12 năm 1996 | Oizumi                             | T. Kobayashi                                     |
| 11346 -               | 1997 AP14    | 10 tháng 1 năm 1997  | Oizumi                             | T. Kobayashi                                     |
| 11347 -               | 1997 AG21    | 9 tháng 1 năm 1997   | Kushiro                            | S. Ueda, H. Kaneda                               |
| 11348 Allegra         | 1997 BG9     | 30 tháng 1 năm 1997  | Cima Ekar                          | M. Tombelli, U. Munari                           |
| 11349 Witten          | 1997 JH16    | 3 tháng 5 năm 1997   | La Silla                           | E. W. Elst                                       |
| 11350 Teresa          | 1997 QN4     | 29 tháng 8 năm 1997  | Majorca                            | À. López, R. Pacheco                             |
| 11351 -               | 1997 TS25    | 12 tháng 10 năm 1997 | Xinglong                           | Chương trình tiểu hành tinh Bắc Kinh Schmidt CCD |
| 11352 Koldewey        | 1997 WP22    | 28 tháng 11 năm 1997 | Caussols                           | ODAS                                             |
| 11353 Guillaume       | 1997 XX5     | 5 tháng 12 năm 1997  | Caussols                           | ODAS                                             |
| 11354 -               | 1997 XY9     | 5 tháng 12 năm 1997  | Oizumi                             | T. Kobayashi                                     |
| 11355 -               | 1997 XL11    | 15 tháng 12 năm 1997 | Xinglong                           | Chương trình tiểu hành tinh Bắc Kinh Schmidt CCD |
| 11356 Chuckjones      | 1997 YA      | 18 tháng 12 năm 1997 | Woomera                            | F. B. Zoltowski                                  |
| 11357 -               | 1997 YX2     | 21 tháng 12 năm 1997 | Oizumi                             | T. Kobayashi                                     |
| 11358 -               | 1997 YY5     | 25 tháng 12 năm 1997 | Oizumi                             | T. Kobayashi                                     |
| 11359 Piteglio        | 1998 BP24    | 27 tháng 1 năm 1998  | San Marcello                       | L. Tesi, V. Cecchini                             |
| 11360 Formigine       | 1998 DL14    | 24 tháng 2 năm 1998  | Bologna                            | Osservatorio San Vittore                         |
| 11361 Orbinskij       | 1998 DD36    | 28 tháng 2 năm 1998  | Geisei                             | T. Seki                                          |
| 11362 -               | 1998 EN9     | 6 tháng 3 năm 1998   | Gekko                              | T. Kagawa                                        |
| 11363 Vives           | 1998 EB12    | 1 tháng 3 năm 1998   | La Silla                           | E. W. Elst                                       |
| 11364 Karlštejn       | 1998 FB3     | 23 tháng 3 năm 1998  | Ondřejov                           | P. Pravec                                        |
| 11365 NASA            | 1998 FK126   | 23 tháng 3 năm 1998  | Reedy Creek                        | J. Broughton                                     |
| 11366 -               | 1998 GL9     | 2 tháng 4 năm 1998   | Socorro                            | LINEAR                                           |
| 11367 -               | 1998 HJ115   | 23 tháng 4 năm 1998  | Socorro                            | LINEAR                                           |
| 11368 -               | 1998 HN115   | 23 tháng 4 năm 1998  | Socorro                            | LINEAR                                           |
| 11369 Brazelton       | 1998 QE33    | 17 tháng 8 năm 1998  | Socorro                            | LINEAR                                           |
| 11370 Nabrown         | 1998 QD35    | 17 tháng 8 năm 1998  | Socorro                            | LINEAR                                           |
| 11371 Camley          | 1998 QO38    | 17 tháng 8 năm 1998  | Socorro                            | LINEAR                                           |
| 11372 -               | 1998 QP41    | 17 tháng 8 năm 1998  | Socorro                            | LINEAR                                           |
| 11373 Carbonaro       | 1998 QG49    | 17 tháng 8 năm 1998  | Socorro                            | LINEAR                                           |
| 11374 Briantaylor     | 1998 QU60    | 23 tháng 8 năm 1998  | Anderson Mesa                      | LONEOS                                           |
| 11375 -               | 1998 QB74    | 24 tháng 8 năm 1998  | Socorro                            | LINEAR                                           |
| 11376 Taizomuta       | 1998 SY5     | 20 tháng 9 năm 1998  | Kitt Peak                          | Spacewatch                                       |
| 11377 Nye             | 1998 SH59    | 17 tháng 9 năm 1998  | Anderson Mesa                      | LONEOS                                           |
| 11378 Dauria          | 1998 SV60    | 17 tháng 9 năm 1998  | Anderson Mesa                      | LONEOS                                           |
| 11379 Flaubert        | 1998 SY74    | 21 tháng 9 năm 1998  | La Silla                           | E. W. Elst                                       |
| 11380 -               | 1998 SK100   | 16 tháng 9 năm 1998  | Socorro                            | LINEAR                                           |
| 11381 -               | 1998 SZ115   | 16 tháng 9 năm 1998  | Socorro                            | LINEAR                                           |
| 11382 -               | 1998 SW127   | 16 tháng 9 năm 1998  | Socorro                            | LINEAR                                           |
| 11383 -               | 1998 SD128   | 16 tháng 9 năm 1998  | Socorro                            | LINEAR                                           |
| 11384 Sartre          | 1998 SW143   | 18 tháng 9 năm 1998  | La Silla                           | E. W. Elst                                       |
| 11385 Beauvoir        | 1998 SP147   | 20 tháng 9 năm 1998  | La Silla                           | E. W. Elst                                       |
| 11386 -               | 1998 TA18    | 12 tháng 10 năm 1998 | Kushiro                            | S. Ueda, H. Kaneda                               |
| 11387 -               | 1998 UA37    | 28 tháng 10 năm 1998 | Socorro                            | LINEAR                                           |
| 11388 -               | 1998 VU4     | 11 tháng 11 năm 1998 | Ondřejov                           | L. Šarounová                                     |
| 11389 -               | 1998 VV5     | 11 tháng 11 năm 1998 | Oizumi                             | T. Kobayashi                                     |
| 11390 -               | 1998 VG15    | 10 tháng 11 năm 1998 | Socorro                            | LINEAR                                           |
| 11391 -               | 1998 VA35    | 12 tháng 11 năm 1998 | Kushiro                            | S. Ueda, H. Kaneda                               |
| 11392 -               | 1998 WC3     | 19 tháng 11 năm 1998 | Caussols                           | ODAS                                             |
| 11393 -               | 1998 XJ53    | 14 tháng 12 năm 1998 | Socorro                            | LINEAR                                           |
| 11394 -               | 1998 XL77    | 15 tháng 12 năm 1998 | Socorro                            | LINEAR                                           |
| 11395 -               | 1998 XN77    | 15 tháng 12 năm 1998 | Socorro                            | LINEAR                                           |
| 11396 -               | 1998 XZ77    | 15 tháng 12 năm 1998 | Socorro                            | LINEAR                                           |
| 11397 -               | 1998 XX93    | 15 tháng 12 năm 1998 | Socorro                            | LINEAR                                           |
| 11398 -               | 1998 YP11    | 23 tháng 12 năm 1998 | Socorro                            | LINEAR                                           |
| 11399 -               | 1999 AR3     | 10 tháng 1 năm 1999  | Oizumi                             | T. Kobayashi                                     |
| 11400 Raša            | 1999 AT21    | 15 tháng 1 năm 1999  | Đài thiên văn Zvjezdarnica Višnjan | K. Korlević                                      |